# Paris XY
Pour plus de détails, voir Fiche technique et Distribution.
Paris XY est un film franco-congolais réalisé par Zeka Laplaine et sorti en 2002.

## Fiche technique
- Titre : Paris XY
- Réalisation : Zeka Laplaine
- Scénario : Zeka Laplaine
- Photographie : Octavio Espirito Santo
- Décors : Thierry Tourant
- Son : Marc Nouyrigat
- Montage :  Sarah Taouss-Matton et Cathy Chamorey
- Musique : Papa Monteiro
- Production : Les Histoires Weba (Paris) - Bakia Films (Kinshasa)
- Pays d'origine :  France -  République démocratique du Congo
- Durée : 80 minutes
- Date de sortie : France - 21 août 2002

## Distribution
- Zéka Laplaine
- Sylvia Vaudano
- Lisa Edmonson
- Pilou Loua
- Moussa Sene Absa
- Kudzo Do Tobias
- Victor Wagner

## Sélection
- Festival de Cannes 2001 (programmation de l'ACID)[1]